# Otterburn Park
Otterburn Park är en stad (kommun av typen ville) i provinsen Québec i Kanada. Den ligger i regionen Montérégie, i den sydöstra delen av landet, 190 km öster om huvudstaden Ottawa.
Kommunen är officiellt tvåspråkig (franska och engelska), med 92 % fransktalande och 7 % engelsktalande (modersmålstalare) vid folkräkningen 2021.